# Karl Kolbe
Karl Kolbe (ur. 1922, zm. ?) – zbrodniarz hitlerowski, członek załogi niemieckiego obozu koncentracyjnego Mauthausen-Gusen i SS-Rottenführer.
Przed wstąpieniem do SS służył w Luftwaffe. Od końca września 1944 do 1 kwietnia 1945 był strażnikiem w Steyr, podobozie KL Mauthausen. Następnie został przeniesiony do służby frontowej. Za maltretowanie więźniów został skazany w procesie załogi Mauthausen-Gusen (US vs. Willi Auerswald i inni) na 5 lat pozbawienia wolności.